# Hydroglyphus major
Hydroglyphus major är en skalbaggsart som först beskrevs av Sharp 1882.  Hydroglyphus major ingår i släktet Hydroglyphus och familjen dykare. Inga underarter finns listade i Catalogue of Life.